# Le Regard du diable
Pour plus de détails, voir Fiche technique et Distribution.
Le Regard du diable (See No Evil) est un film d'horreur américain réalisé par Gregory Dark en 2006.

## Synopsis
Pendant une perquisition, l'agent Frank Williams et son collègue découvrent dans une maison une femme sans yeux. L'un se fait violemment couper le bras tandis que l'autre se fait tuer à la hache. Williams a juste le temps de tirer une balle dans la tête du tueur avant d'être hospitalisé. Trois ans après les faits, Williams organise avec sa collègue Hannah un projet avec plusieurs délinquants, dans le but de diminuer leur peine. Le boulot paraît simple : restaurer l'hôtel Blackwell. Mais ils sont loin d'imaginer que l'individu ayant blessé Williams trois ans auparavant a élu domicile dans les murs de l'hôtel. Quand l'un des membres du groupe disparaît, tous les autres partent à sa recherche. Et un à un, tous se mettent à disparaître...

## Fiche technique
- Titre : Le Regard du diable
- Titre original : See No Evil
- Musique : Tyler Bates
- Montage : Scott Richter
- Production : Joel Simon
- Société de distribution : Lions Gate Film
- Budget : 8 000 000 $
- Langue : anglais
- Format : Couleur - 1,85:1 - 35 mm - Son Dolby Digital
- Genre : Thriller et horreur
- Durée : 84 minutes
- Interdit aux moins de 16 ans

## Distribution
Légende : Version Québécoise = VQ
- Kane : Jacob Goodnight
- Christina Vidal (VQ : Camille Cyr-Desmarais) : Christine
- Michael J. Pagan (VQ : Hugolin Chevrette) : Tye
- Samantha Noble (VQ : Geneviève Désilets) : Kira
- Steven Vidler (VQ : Tristan Harvey) : Williams
- Cecily Polson (VQ : Diane Arcand) : Margaret
- Luke Pegler (VQ : Jean-François Beaupré) : Michael
- Rachael Taylor (VQ : Éveline Gélinas) : Zoe
- Penny McNamee (VQ : Claudia-Laurie Corbeil) : Melissa
- Craig Horner (VQ : Sébastien Reding) : Richie
- Mikhael Wilder : Russel
- Tiffany Lamb (VQ : Viviane Pacal) : Hannah
- Sam Cotton : Jacob, jeune
- Cory Robinson : Blaine
- Zoe Ventoura : La fille sans yeux

## Commentaires
See No Evil est un slasher produit par WWE Films et distribué par Lions Gate (Saw, Hostel). Le film est réalisé par Gregory Dark, connu pour avoir œuvré dans le milieu du porno dans les années 1980 et 1990. Une suite du film, See No Evil 2, a vu le jour, Kane reprenant son rôle.